# MICHEL Kinder und Jugend Filmfest

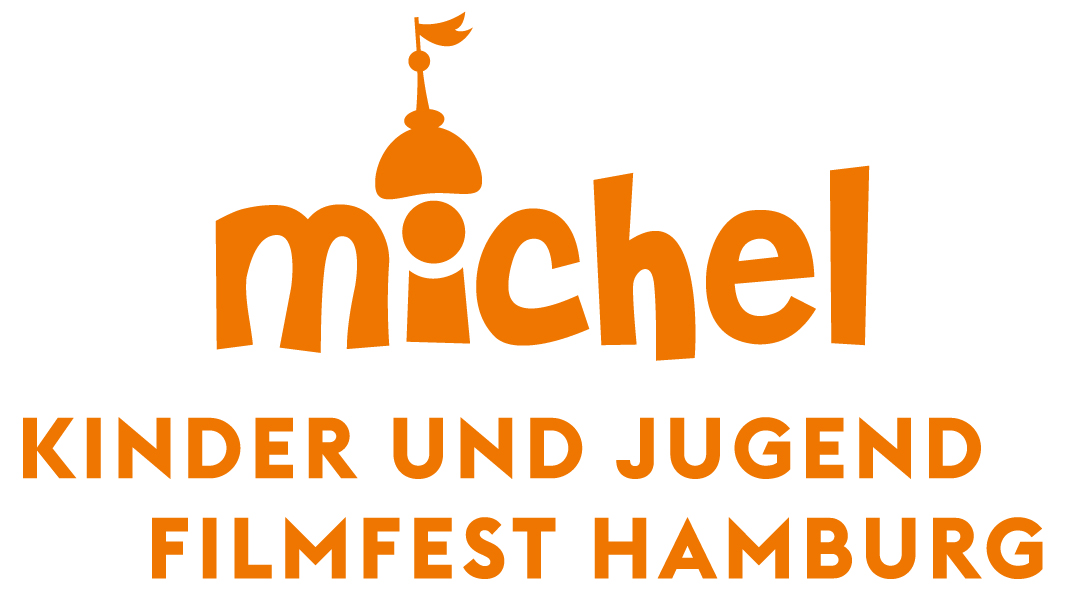
MICHEL Kinder und Jugend Filmfest – Logo

Das MICHEL Kinder und Jugend Filmfest ist ein jährlich stattfindendes Filmfestival in Hamburg. Seit 2003 werden jeden Herbst an neun Festivaltagen Kinder- und Jugendfilme aus deutscher und internationaler Produktion im Abaton-Kino präsentiert. Zahlreiche Rahmenveranstaltungen begleiten die Filmvorführungen. So gibt es ein breites Angebot an interaktiven Aktionen, wie z. B. Diskussionen mit Regisseuren, Filmvorführungen mit pädagogischem Begleitmaterial und Workshops. Das Festivalprogramm richtet sich an alle Hamburger Kinder und Jugendliche von 4 bis 16 Jahren. Vor allem die Inklusion von Kindern aus sozialbenachteiligten Stadtvierteln ist ein zentraler Bestandteil und Leitmaxime der Festivalorganisation.
2019 findet das 17. MICHEL Kinder und Jugend Filmfest vom 27. September bis zum 5. Oktober statt.

## Geschichte
Das MICHEL Kinder und Jugend Filmfest entstand 2003 im Rahmen des Filmfests Hamburg unter der Leitung von Albert Wiederspiel. Von da an wurden jeden Herbst in den Hamburger Schulferien an neun Tagen deutsche und internationale Produktionen für Kinder und Jugendliche im Alter von 4 bis 16 Jahren in verschiedenen Hamburger Kinos präsentiert. Die meisten nicht-deutschsprachigen Filme werden vor Ort im Kino eingesprochen. Diese Aufgabe übernahmen in den letzten Jahren die professionellen Sprecherinnen Saskia Brzyszczyk und Marion Gretchen Schmitz. Hauptveranstaltungsort ist dabei seit langem das Abaton-Kino. Zwischen 2014 und 2017 fand das MICHEL Kinder und Jugend Filmfest während der Schulzeit statt. Dieses Jahr läuft das Festival wieder in den Hamburger Schulferien ab. 2017 feierte das MICHEL sein 15-jähriges Bestehen unter der Leitung von Samuel Feuerstein. Co-Leiter des Michel Kinder und Jugend Filmfests sind seit 2018 Samuel Feuerstein und Johanna von Fehrn-Stender.

## Leitmotive
Das Hauptanliegen des MICHEL ist, nicht nur spannende und abwechslungsreiche Filme für Kinder und Jugendliche abseits des Blockbusterkinos zu zeigen, sondern dabei gemeinsame und aktivierende Kinomomente zu schaffen (im Gegensatz zum passiven Konsum z. B. eines Hollywood-Blockbusters) und damit alle filminteressierten Kinder und Jugendliche der Stadt Hamburg zu fördern. So werden beim MICHEL fremdsprachige Produktionen auf Deutsch eingesprochen und die Filme selbst von Jugendmoderatoren präsentiert. Durch eine altersgerechte Moderation, Filme in Originalsprache und Gespräche mit Gästen, wie zum Beispiel Schauspielern und Regisseuren, können die Kinder und Jugendlichen ihre audiovisuellen Medienkompetenz stärken.
Das MICHEL Kinder und Jugend Filmfest richtet sich an alle Hamburger Kinder und Jugendliche, egal welcher Herkunft oder sozialen Schicht. Die Teilhabe an den Festivalfilmen und -aktivitäten als ein kulturelles und soziales Erlebnis wird deshalb verschiedensten Gruppen unabhängig von ihrem sozio-ökonomischen Hintergrund ermöglicht.

## Interaktives
Das MICHEL Kinder und Jugend Filmfest ist ein Filmfestival zum Mitmachen. Neben Diskussionen und Workshops nach den Filmsichtungen können Hamburger Kinder und Jugendliche auch Teil des MICHEL-Teams werden. So können sie sich schon vor Beginn des Festivals für die Bereiche Moderation und Jury bewerben.

### Moderation
Alle Filme des Festivals, mit Ausnahme des Kurzfilmprogramms (Reihe für Minis), das einer medienpädagogische Moderation bedarf, werden von Kinder- und Jugendmoderatoren moderiert. Für die jungen Moderatoren im Alter zwischen 11 und 16 Jahren bietet das MICHEL Filmfest die Möglichkeit Kompetenzen weiterzuentwickeln und verschiedenen Erfahrungen im Rahmen der Vorbereitung, der Moderation sowie im Gespräch mit den Gästen und dem Publikum zu sammeln. Zu den Aufgaben der Kinder- und Jugendmoderatoren zählen u. a. die Vorstellung der Filme für das Publikum, das Interviewen von Regisseuren und Schauspielern und das Leiten von Publikumsgesprächen. Vor dem Festival erhalten sie ein Coaching durch das MICHEL-Team, um sie auf die eigenständige Vorbereitung sowie Durchführung der Moderationen und Filmgespräche vorzubereiten.

### Jury
Die siebenköpfige Jury, bestehend aus Mädchen und Jungen zwischen 12 und 16 Jahren, ist zuständig für die Auswahl des Siegerfilms innerhalb des Filmwettbewerbs und die Vergabe des MICHEL Filmpreises. Die Jury-Mitglieder sichten alle Filme, die am Wettbewerb teilnehmen, und diskutieren, welcher Film der beste ist. Hierzu entwickeln sie eigene Kriterien zur Bewertung der Filme. Die Jurymitglieder werden medienpädagogisch begleitet und bei der eigenständigen Umsetzung unterstützt.

### Michel Movie Kids
Die MICHEL Movie Kids sind ein gemeinschaftliches Projekt von MICHEL Filmfest und den Radiofüchsen, dem Hamburger Kindermedienprojekt von Kinderglück e. V. in St. Pauli. Kooperationspartner sind die Ohrlotsen aus der MOTTE in Ottensen und Hamburgs Community-Sender TIDE 96.0. Gefördert werden die Filmfestreporter durch das Jugendinformationszentrum (JIZ) und private Spenden.
Die MICHEL Movie Kids berichten vom MICHEL Kinder und Jugend Filmfest. Die Nachwuchsjournalisten und -reporter ab acht Jahren bilden eine gemeinsame Kinoredaktion mit eigenem Blog und Podcasts. Sie interviewen Regisseure und Schauspieler, besprechen die Kinofilme und werfen einen Blick hinter die Festivalkulissen.

## Preisverleihung und Preisträger
Der MICHEL Filmpreis wird seit 2003 vergeben. Zunächst als Emil, ab 2004 als Michel wird er seit 2013 von der Hamburgischen Kulturstiftung und der Ian und Barbara Karan-Stiftung gemeinsam vergeben. Das Preisgeld für den besten Kinder- und Jugendfilm beträgt 5.000 Euro. Eine Kinder- und Jugendjury wählt unter allen gezeigten Filmen des internationalen Wettbewerbs vom Michel Kinder und Jugend Filmfest ihren Favoriten und vergibt den Preis an die beste Regie unter altersspezifischen Gesichtspunkten. Der Jury, bestehend aus Hamburger Mädchen und Jungen zwischen 11 und 16 Jahren, wird während des ganzen Festivals eine erfahrene Betreuung zur Seite gestellt, die bereits vor der Festivalzeit mit der Jury Bewertungskriterien ausarbeitet und sie auf ihre Aufgabe vorbereitet.

### Bisherige Preisträger
- Das geheimnisvolle Fräulein C. (Kanada), Regie: Richard Ciupka (2003)
- Station 4 (Spanien), Regie: Antonio Mercero (2004)
- Der Schatz der weißen Falken (Deutschland), Regie: Christian Zübert (2005)
- Don (Niederlande), Regie: Arend Steenbergen (2006)
- Rot wie der Himmel (Italien), Regie: Cristiano Bortone (2007)
- Hey Hey, hier Esther Blueburger (Australien), Regie: Cathy Randall (2008)
- Glowing Stars (Schweden), Regie: Lisa Siewe (2009)
- Spork (USA), Regie: J.B. Ghuman Jr. (2010)
- Ewiges Leben (Großbritannien/Spanien), Regie und Drehbuch: Gustavo Ron (2011)
- Bitte bleib! (Niederlande), Regie: Lourens Blok (2012)
- Felix (Südafrika), Regie: Roberta Durrant (2013)
- Die geheime Mission (Dänemark), Regie: Martin Miehe-Renard (2014)
- Little Gangster (Niederlande), Regie: Arne Toonen (2015)
- Fannys Reise (Frankreich), Regie: Lola Doillon (2016)
- 1:54 (Kanada), Regie: Yan England (2017)
- Supa Modo (Deutschland/Kenia), Regie: Likarion Wainaina (2018)[8]
- Psychobitch (Norwegen), Regie: Martin Lund[9] (2019)
- Ich, Gorilla und der Affenstern (Schweden), Regie: Linda Hambäck (2021)
- Geheimnisvolle Sommer (Le Temps des Secrets) (Frankreich), Regie: Christophe Barratier (2022)
- Mein Totemtier & ich (Niederlande, Luxemburg, Deutschland), Regie: Sander Burger (2023)
- Lars ist LOL (Norwegen), Regie Eirik Sæter Stordahl (2024)[10]